# Symbiotisk stjärna
Symbiotisk stjärna är en stjärna som uppvisar sammansatt spektrum med drag från båda svala och heta stjärnor. Symbiotiska stjärnor är ofta dubbelstjärnor med en het vit dvärg och en kall röd jätte. Den röda jätten har vanligtvis en massa som är ungefär som vår sol och dessutom Miravariabel. Den vita dvärgen har en radie som kan jämföras med jordens och i regel lika stor massa som den röda jätten. Dvärgstjärnan hettas upp av massa som strömmar över från den röda jätten. Massöverföringen leder emellanåt till novaliknande utbrott.
Stjärntypen beskrevs först av de amerikanska astronomerna Paul W. Merrill och Milton L. Humason i början av 1930-talet. Drygt 200 stjärnor är kända med Z Andromedae som prototyp-stjärna. Andra symbiotiska stjärnor som studerats väl är V1016 Cygni, som var i utbrott 1971-2007, HM Sagittae och RR Telescopii.
Det symbiotiska stjärnsystemet är med astronomiska mått mätt en mycket kortvarig process. Den pågår endast under ett par decennier. Den korta processen är en förklaring till att endast ett par hundra symbiotiska stjärnsystem kända. Eftersom detta sker när stjärnorna når den asymptotiska jättegrenen kommer de att vara instabila.
Det sker när väte under gravitationens tryck upphettas och bildar helium. När vätet tar slut blir stjärnan instabil och börjar kasta ut stor del av sin massa ut i rymden. Med en vit dvärg kretsande i närheten, kommer denna att samla upp en stor del av massutkastningen. Astronomer spekulerar om att när tillräckligt mycket massa har samlats upp av den vita dvärgen kan en supernovaexplosion (stjärnexplosion) utvecklas och bilda en nebulosa.